# Joveriana
Joveriana är ett släkte av insekter. Joveriana ingår i familjen hornstritar.
Kladogram enligt Catalogue of Life:
| Joveriana | \| \| Joveriana flaviscutus \| \| \| \| \| \| Joveriana occidentalis \| \| \| \| |
|           | \| \| Joveriana flaviscutus \| \| \| \| \| \| Joveriana occidentalis \| \| \| \| |
|           | Joveriana flaviscutus                                                            |
|           |                                                                                  |
|           | Joveriana occidentalis                                                           |
|           |                                                                                  |